# Priscagrionidae
Priscagrionidae (лат.) — семейство стрекоз из подотряда равнокрылых. В современном объёме включает 2 современных рода и 5 видов.

## Описание
Стрекозы среднего и довольно крупного размера (заднее крыло 28-30 мм у Sinocnemis, 34-36 мм у Priscagrion) со стройным внешним видом и длинными ногами, встречающиеся только в ручьях на юге Китая и на севере Вьетнама. Крылья прозрачные, за исключением тёмного пятна на вершине у самцов Priscagrion, с двумя Axe у Sinocnemis и от трёх (заднее крыло) до четырёх (переднее крыло) Axe у Priscagriion; многочисленные вставочные жилки дистально в радиальных полях, особенно у Priscagrion. Arculus примерно на двух третях расстояния между основанием крыла и узлом. Четырёхугольник без поперечных жилок; R4 начинается четко проксимальнее субузла; IR3 исходит от субузла. Птеростигмы прямоугольные, примерно в полтора раза длиннее ширины, посередине отчётливо вздутые; тёмные. Имаго сидят с расправленными крыльями и горизонтальным положением туловища. Голова, грудь и брюшко чёрные с голубым рисунком. Стройное брюшко имеет блестящий синий рисунок на спине на 8-10 сегментах (самцы) и более редкие и тусклые отметины у самок. Церки взрослых самцов простой форципальной формы, парапрокты почти такой же длины, как и церки, простой формы, с крошечным апикальным крючком в Priscagrion. Нимфы обоих родов неизвестны.

## Систематика
Впервые выделено в 2021 году по данным молекулярно-генетического анализа. В составе семейства выделяют 5 видов и 2 современных рода. Ранее их систематическое положение имело неопределённый статус в надсемействе Calopterygoidea, или Incertae sedis, или включали в состав Megapodagrionidae и Platycnemididae.
- Priscagrion Zhou & Wilson, 2001 (2 вида)
- Sinocnemis Wilson & Zhou, 2000 (3 вида)